# Xã Bluffdale, Quận Greene, Illinois
Xã Bluffdale (tiếng Anh: Bluffdale Township) là một xã thuộc quận Greene, tiểu bang Illinois, Hoa Kỳ. Năm 2010, dân số của xã này là 556 người.